# Szerecsen rétihéja
A szerecsen rétihéja (Circus maurus) a madarak osztályának a vágómadár-alakúak (Accipitriformes) rendjébe, ezen belül a vágómadárfélék (Accipitridae) családjába tartozó faj.

## Előfordulása
Botswana, Lesotho, Namíbia és a Dél-afrikai Köztársaság területén honos. Szváziföld területén kóborló.

## Megjelenése
Egy közepes méretű (akár 53 centiméter testhosszal rendelkező) rétihéja.

## Szaporodása
Fészkét az aljnövényzetbe készíti. Fészekalja 3–5 tojásból áll, melyen 35 napig kotlik.